# 스즈키 메서드

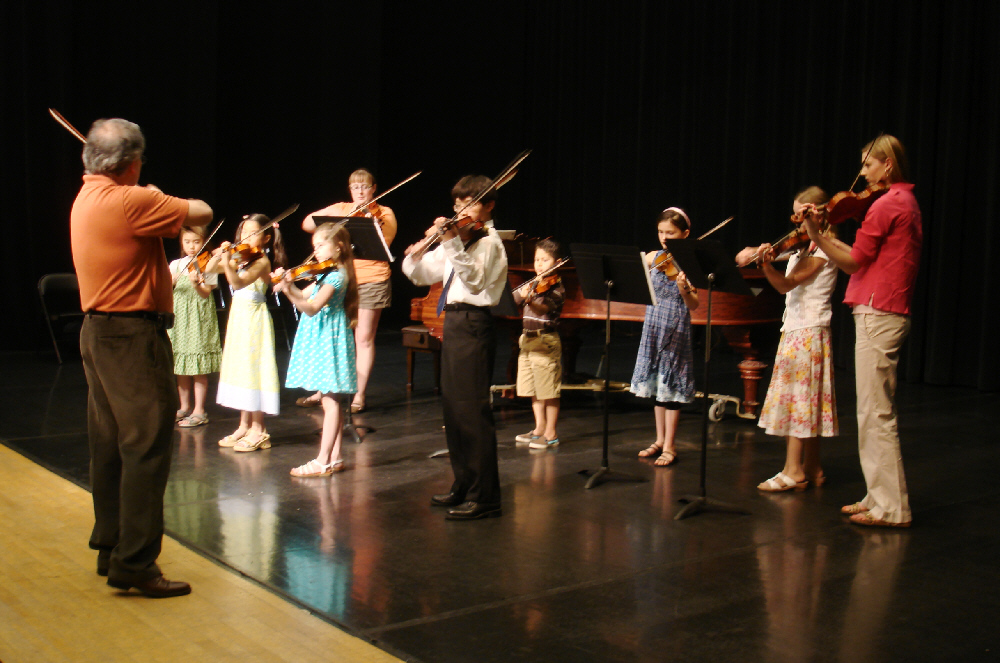
스즈키 메서드 학생들이 바이올린을 연주하고 있다.

스즈키 교육법(スズキ敎育法) 또는 스즈키 메서드(영어: Suzuki method, Suzuki movement)는 아주 어린 아이에게 악기 연주법을 가르치는 방법이다. 일본의 바이올린 연주자 스즈키 신이치가 개발했다. 이 방법은 ‘재능 교육’이라는 교육철학에 기초를 두고 있다. 이 이론에 따르면, 모든 아이들이 언어를 배울 수 있는 잠재력을 타고나듯이 악기를 다를 수 있는 잠재력도 타고난다. 또한, 이때 부모의 역할이 매우 중요하다. 부모는 아이와 함께 수업에 참여하고 가정에서 연습을 지도하며, 교사와 함께 아이들이 음악을 즐길 수 있는 분위기를 만들어 주어야 한다.

## 같이 보기
- 바이올린 교육 방식 논란
  - 스즈키 신이치
  - 마크 오코너(영어판)